# ChromeOS
ChromeOS（クロームオーエス）は、Googleが設計したオペレーティングシステム (OS) である。Linuxカーネルをベースにしており、Google Chromeウェブブラウザをメインのユーザインタフェース (UI) として使用している。そのため、ChromeOSは主にウェブアプリケーションをサポートする。

## 概要
2009年7月、Googleは、クラウド内にアプリケーションとユーザーデータを保管するOSとして、プロジェクトをアナウンスした。同年11月、ソースコードとデモが公開された。
ChromeOSは当初「Ubuntu」をベースに開発されていたが、2010年2月にGentoo Linuxのパッケージ管理システムであるPortageを使用するためにベースとなるOSをUbuntuからGentoo Linuxに変更した。
「Chromebook」として知られる最初のChromeOSラップトップは2011年5月に発表され、最初の「Chromebook」は2011年7月にサムスンとエイサーから発売された。
ChromeOSには、メディアプレーヤーとファイルマネージャが統合されており、ネイティブアプリケーションのように動作するGoogle Chrome Appや、デスクトップへのリモートアクセスが可能である。
2014年からChromeOS上にAndroid Runtime for Chrome (ARC) と呼ばれるAndroidアプリケーション実行環境 を搭載したことで、一部のAndroidアプリがChromeOS上で動作するようになった。
2016年には、対応するChromeOSデバイス上でGoogle Play Store上の全てのAndroidアプリが実行できるようになった。当初は、どんなOSでも動作するブラウザを使用しているため、ChromeOSの普及には懐疑的な意見もあったが、ChromeOSマシンが市場に普及するにつれ、オペレーティングシステムは単純にハードウェアと切り離して評価できるものではなくなってきている。
さらにChromeOS上にLinuxサブシステム（Linux仮想環境）を搭載し、Linuxアプリをサンドボックス内で動作させることのできる「Project Crostini」が進められており、2022年2月現在でも一般提供されている。
ChromeOS上で動作するAndroidアプリケーションをデバッグするには、ChromeOS端末を開発者モードに設定する必要があるが、開発者モードでは端末のセキュリティレベルが低下するという欠点がある。
Linuxサブシステムを有効にすることで、ChromeOS端末を開発者モードに設定することなく、ChromeOS上でAndroid Studioを使ってAndroidアプリケーションを直接開発・配置・デバッグすることも可能となっている。
Windows・mac・Linuxを搭載したPCにはユーザーはChromeOS Flexをインストールすることが可能であり、Androidアプリケーションがサポートされていないなどの制限はあるものの、ChromeOSの殆どの機能を利用できる。また、オープンソース版のChromium OSは、単体で配布されており、http://chromeos.hexxeh.net/ にてVanilla buildsという派生版や http://getchrome.eu/ にてCr OS Linuxというものも開発されている。さらにWi-Fiのサポートなどを追加したChromium OS lime、Dockerと統合されたCoreOSなども誕生した。

## 展開
ChromeOSは、ウェブの閲覧とウェブアプリケーションの動作に適したOSとして、主にx86やARMなどのアーキテクチャを採用したネットブックやデスクトップパソコンへ搭載されるOSとしての展開を想定している。11.6〜14インチのノートパソコンを中心としながらも、5インチのタブレットから60インチのディスプレイまで対応できるよう様々なUIを用意されている。
Googleが提供するもう一つのOSであるAndroidは主にスマートフォンなどの小さい携帯端末に向けたものだが、ネットブックに応用する動きもある。一方、ChromeOSは、ネットブックより性能の高いフルサイズのデスクトップシステムにも最初から対応すると明言している。
ChromeOSはオープンソースライセンスに基づいて提供されている。上記のようにLinuxとGoogle Chrome、および同社が開発した独自のウィンドウシステムが用いられるという。
エイサー (Acer)、ASUS、ヒューレット・パッカード (HP)、レノボ、東芝 といったパソコンメーカー、アドビシステムズ、フリースケール、クアルコム、テキサス・インスツルメンツ、インテル といった大手IT企業が開発に協力している。
2017年以降、Windows 7のサポート終了（2020年1月）を機に価格の安い「Chromebook」を導入する企業が増えており、ChromeOSが日本でも徐々に普及が進んだ。
ChromeOSの世界出荷台数は、2020年に初めてmacOSを抜いてWindowsに次ぐ2位となり、2021年は前年比13.5%増の3700万台であったが、2022年は1980万台とほぼ半減している。

## 歴史
- 2009年7月7日 - Googleより最初の発表。
- 2009年11月19日 - ChromeOSのオープンソース版（Googleの登録商標未使用版）である「Chromium OS」のソースコードが公開された。
- 2010年12月7日 - Googleがノートパソコン「Cr-48」を発表（非売品のプロトタイプ）。
- 2011年6月15日 - サムスン電子がノートパソコン（Chromebookシリーズ）の最初の機種「Series 5」 (XE500C21) を発売。
- 2011年7月 - エイサーが AC700(「Chromebook」 を発売。
- 2012年5月31日 - サムスン電子がノートパソコン「Chromebook」の「Series 5」 (XE550C22) とデスクトップパソコン (Chromebox) 「Series 3」 (XE300M22) を発表。
- 2012年10月22日 - サムスン電子が XE303C12 「Chromebook」 を販売開始。
- 2014年11月11日 - デルが日本国内で「Dell Chromebook 11」を販売開始。
- 2014年11月13日 - エイサーが日本国内で「Acer Chromebook C720」を販売開始。
- 2014年12月12日 - ASUSが「Chromebook」 C300MAと、ミニデスクトップ端末のASUS Chromeboxを販売開始。
- 2015年4月27日 - レノボがChromeOSを搭載した小型デスクトップPC「ThinkCentre Chromebox」を発表。
- 2015年6月14日 - エイサーが「Acer Chromebox CXI2-2GKM」を販売開始。
- 2017年10月4日 - GoogleがChromeOSを搭載する公式フラグシップモデルのChromebookとして「Pixelbook」を発表[25]。
- 2022年2月15日 - ChromeOS Flex発表[26]。買収したNeverwareのCloudReadyの後継版として、強みを活かしてPCとMacにインストールして使えるOSを目指す[26]。同日よりEarly Access版が利用可能[27]。
- 2022年7月14日 - ChromeOS Flex正式リリース[28][29]。

## 機能
基本Googleアカウントでのログインが必須であるが、ゲストモードでの利用は可能である。ChromeOSのUIは、基本的にGoogle Chromeだけが前面に出ている形で、すべてのアプリケーションはウェブアプリケーションという形でGoogle Chromeにインストールされ、実行される。WindowsやMac OSなどのようにデスクトップ上にアイコンを作ることはできず、ランチャーを起動してから「シェルフ」と呼ばれる画面下部の領域にアプリのショートカットを作るか、Google Chrome内にブックマークを作る必要がある。
ユーザーが作成したデータはGoogle Driveに保存することが前提となっている。
使用するアプリはChrome Web Storeにて配布され、無料または有料で利用できる。
Chrome Web Storeへのアプリの登録は有料で、開発者は最初に5ドルの登録料をGoogle側へ支払う必要がある。
2017年に8月22日には企業向けに運用・管理機能を充実させた「Chrome Enterprise」が発表され、プリンタ管理、OSアップデートの制御、盗難防止などの機能が追加され、24時間365日のサポートも提供されている。また、Microsoft Active Directoryにも対応しており、既存のActive DirectoryのIDなどを使用して、Windows PCと併せて一元管理可能になっている。

## 反響
- マイクロソフトのスティーブ・バルマーCEOは、Googleによる発表があった同月、2009年7月30日に「そもそもChromeOSとは、実のところ、どのようなOSであるのかさえ理解できていない。たった今（Windowsに対し）、競合する注目の存在としてリストに加えたところである」と述べ、ChromeOSが将来的に Microsoft Windows の脅威になりかねないという懸念を示した[31]。
- 日本企業でも採用されている。特に、Windows 7が2020年1月でセキュリティーサポートが終了したため、一部の企業ではWindows OSに代わるOSとして、ChromeOSを導入する動きがあり、ホームセンターの東急ハンズ（当時）[32]や、エレベーター製造大手のフジテック[33]などが採用したほか、電算システムが企業のChromebook導入支援サービスを手掛けるなど、日本国内におけるノートブック市場におけるChromeOSの市場は、緩やかに拡大している[20][34]。
- 2021年、GIGAスクール構想ではChromeOSがiPadOS, Windows 10を抑えシェアトップに躍り出た[35]。
- また、すでにサポートが終了しているWindows OSやmacOSを搭載している中古パソコンの再利用の観点から、このChromeOS導入の動きもあり、日本の北海道IT推進協会は2021年6月から、業務用のリース契約満了に伴う返還で回収されたものや、OSのサポート更新終了などで使われなくなったパソコンに「CloudReady」を搭載・再利用し、それを児童・生徒らのIT教育に利用してもらうように年間300台程度の寄付を目指し、まずその第1回として、一人親世帯や、生活保護受給世帯の学習支援を行う団体などに15台を無償提供したという[36]。ChromeOS Flex導入以後は、これを利用した中古パソコンの販売業者もある[37]。